# Thomas Buck Reed
Thomas Buck Reed (Lexington, 1787. május 7. – Lexington, 1829. november 26.) az Amerikai Egyesült Államok szenátora (Mississippi, 1826–1827 és 1829).